# Scytalopus
Scytalopus är ett fågelsläkte i familjen tapakuler inom ordningen tättingar. Släktet är det dominerande i familjen med uppemot ett 50-tal arter, varav en betydande andel är nyligen beskrivna:
- Kärrtapakul (S. iraiensis)
- Diamantinatapakul (S. diamantinensis)
- Brasiliatapakul (S. novacapitalis)
- Klipptapakul (S. petrophilus)
- Planaltotapakul (S. pachecoi)
- Boanovatapakul (S. gonzagai)
- Ljusgrå tapakul (S. speluncae)
- Mörk tapakul (S. fuscus)
- Magellantapakul (S. magellanicus)
- Ancashtapakul (S. affinis)
- Vitvingad tapakul (S. krabbei)
- Lojatapakul (S. androstictus)
- Páramotapakul (S. opacus)
- Paramillotapakul (S. canus)
- Vitbrynad tapakul (S. superciliaris)
- Chuquisacatapakul (S. zimmeri)
- Punatapakul (S. simonsi)
- Diademtapakul (S. schulenbergi)
- Vilcabambatapakul (S. urubambae)
- Ampaytapakul (S. whitneyi)
- Jalkatapakul (S. frankeae)
- Neblinatapakul (S. altirostris)
- Drilltapakul (S. parvirostris)
- Boliviatapakul ('’S. bolivianus)
- Vitkronad tapakul (S. atratus)
- Santamartatapakul (S. sanctaemartae)
- Långstjärtad tapakul (S. micropterus)
- Brunbukig tapakul (S. femoralis)
- Utcubambatapakul (S. intermedius)
- Bäcktapakul (S. macropus)
- Juníntapakul (S. gettyae)
- Cajamarcatapakul (S. unicolor)
- Skiffertapakul (S. acutirostris)
- Svartgrå tapakul (S. latrans)
- Gråvattrad tapakul (S. argentifrons)
- Nariñotapakul (S. vicinior)
- Tacarcunatapakul (S. panamensis)
- Chocótapakul (S. chocoensis)
- Magdalenatapakul (S. rodriguezi)
- Antioquiatapakul (S. stilesi)
- Tatamátapakul (S. alvarezlopezi)
- Ecuadortapakul (S. robbinsi)
- Caracastapakul (S. caracae)
- Matorraltapakul (S. griseicollis)
- Brungumpad tapakul (S. latebricola)
- Perijátapakul (S. perijanus)
- Méridatapakul (S. meridanus)
- Chusqueatapakul (S. parkeri)
- Bambutapakul (S. spillmanni)